# 美第奇珍珠項鍊
美第奇珍珠項鍊是一件以25顆大珍珠及6排正圓珍珠所組成的珍珠項鍊。最早屬於克雷芒教宗。1533年，克雷芒教宗的侄女凱薩琳·德·美第奇與法王亨利二世結婚時，教宗送給侄女。從此進入英格蘭皇室，先後有14位女王穿戴過這件項鍊，包括瑪麗·斯圖爾特、伊麗莎白一世。但經過時代的變遷，目前下落不明。